# 44e cérémonie des Grammy Awards
La 44e cérémonie annuelle des Grammy Awards a eu lieu au Staples Center à Los Angeles le 27 février 2002.

## Palmarès
| Prix                      | Artiste     | Titre                                   |
| ------------------------- | ----------- | --------------------------------------- |
| Enregistrement de l'année | U2          | Walk On                                 |
| Album de l'année          |             | O Brother, Where Art Thou? (soundtrack) |
| Chanson de l'année        | Alicia Keys | Fallin'                                 |
| Meilleur nouvel artiste   | Alicia Keys | Alicia Keys                             |

| Prix                                              | Artiste                                   | Titre                                  |
| ------------------------------------------------- | ----------------------------------------- | -------------------------------------- |
| Best Female Pop Vocal Performance                 | Nelly Furtado                             | I'm Like A Bird                        |
| Best Male Pop Vocal Performance                   | James Taylor                              | Don't Let Me Be Lonely Tonight         |
| Best Pop Performance By A Duo Or Group With Vocal | U2                                        | Stuck In A Moment You Can't Get Out Of |
| Best Pop Collaboration With Vocals                | Christina Aguilera, Lil' Kim, Mya et Pink | Lady Marmalade                         |
| Best Pop Instrumental Performance                 | Eric Clapton                              | Reptile                                |
| Best Dance Recording                              | Janet Jackson                             | All for You                            |
| Best Pop Instrumental Album                       | Larry Carlton et Steve Lukather           | No Substitutions - Live In Osaka       |
| Best Pop Vocal Album                              | Sade                                      | Lovers Rock                            |
| Best Traditional Pop Vocal Album                  | Harry Connick Jr.                         | Songs I Heard                          |
| Best Female Rock Vocal Performance                | Lucinda Williams                          | Get Right With God                     |